# Prospekt Vernadskogo (metrostation Moskou, Sokolnitsjeskaja-lijn)
Prospekt Vernadskogo (Russisch: Проспект Вернадского) is een station aan de Sokolnitsjeskaja-lijn van de Moskouse metro. 

## Geschiedenis
Nadat de stations die nog volgens de blauwdrukken uit de Stalinistische tijd, zij het met een sobere aankleding, in 1959 waren opgeleverd kwam ook voor ondergrondse stations een sober standaard ontwerp. Deze zogeheten duizendpoot werd als eerste toegepast bij de oostelijke verlenging van lijn 3 in 1961. De twee stations van de verlenging van de Sokolnitsjeskaja-lijn, destijds nog Kirovskaja-Froenzenskaja lijn geheten, ten zuidwesten van Oeniversitet waren de eerste van lijn 1 die volgens het nieuwe concept zijn gebouwd. Het station is genoemd naar de straat waar de metrolijn langs loopt. Deze is op haar beurt genoemd naar de Russische academicus Vladimir Vernadski. Het station werd op 30 december 1963 als 67e van het Moskouse net geopend.

## Ligging en ontwerp
Het station ligt onder de Oedaltsova Oelitsa bij het het kruispunt met de Prospekt Vernadskogo (Vernadski avenue). Aan beide uiteinden van het perron is een trap naar de respectievelijke toegangen. Het toegangsgebouw aan de noordkant is in 2001 geïntegreerd in een winkelcentrum. Voetgangers kunnen hier naar buiten bij de Prospekt Vernadskogo of aan de andere kant door het park van de vijftigste verjaardag van de Oktoberrevolutie naar de Mitsjoerinski Prospekt in het rayon Ramenki lopen. In het noordelijke toegangsgebouw staat een marmeren borstbeeld van Vladimir Vernadski van de hand van beeldhouwer Z. Moisejevitsj.  Aan de zuidkant sluit de trap aan op een voetgangerstunnel onder de Prospekt Vernadskogo. Deze tunnel heeft toegangen aan beide zijden van de avenue onder andere bij de Zvezdni bioscoop en de bushaltes. Ondergronds is er sprake van een ondiep gelegen zuilenstation in de badkamerstijl van de jaren 60. Het ligt op 8 meter onder straat niveau en heeft twee rijen van 40 vierkante zuilen om het dak en wat daarop staat te ondersteunen. De twee rijen staan op 5,9 meter uit elkaar met een afstand van 4 meter tussen de zuilen. De zuilen zijn bekleed met wit marmer uit de Oeral, terwijl het perron bestaat uit grijs en zwart graniet. De tunnelwanden zijn onder de perronhoogte betegeld met zwarte tegels, daarboven met gele, witte en blauwe tegels. De verlichting bevindt zich tussen de balken van het plafond. 

## Grote Ringlijn
Tijdens de planning was al sprake van een kruisende lijn, deze is later als Grote Ringlijn  geconcretiseerd in het ontwikkelingsplan voor de metro uit 1965. Hierom is in het midden van het perron ruimte gereserveerd voor een trap ten behoeve van overstappers tussen de twee lijnen. Een vergelijkbare constructie is al sinds 1983 in gebruik bij de overstap tussen Sevastopolskaja en Kachovskaja. De bouw van het station van de Grote Ringlijn begon echter pas op 23 juni 2017 en volgens het opleveringsschema van maart 2019 zal het in de loop van 2020 worden geopend.   

## Verkeer
In maart 2002 werden 69.700 instappende en 71.200 uitstappende reizigers geteld. Het station is dagelijks geopend tussen 5:35 uur en 1:00 uur. De eerste trein naar het centrum vertrek op even dagen om 5:49 uur, op oneven dagen om 5:44 uur. Naar het zuiden op oneven dagen om 5:58 uur, op even werkdagen om 6:00 uur, op even dagen in het weekeinde om 6:03 uur. 

## Galerij

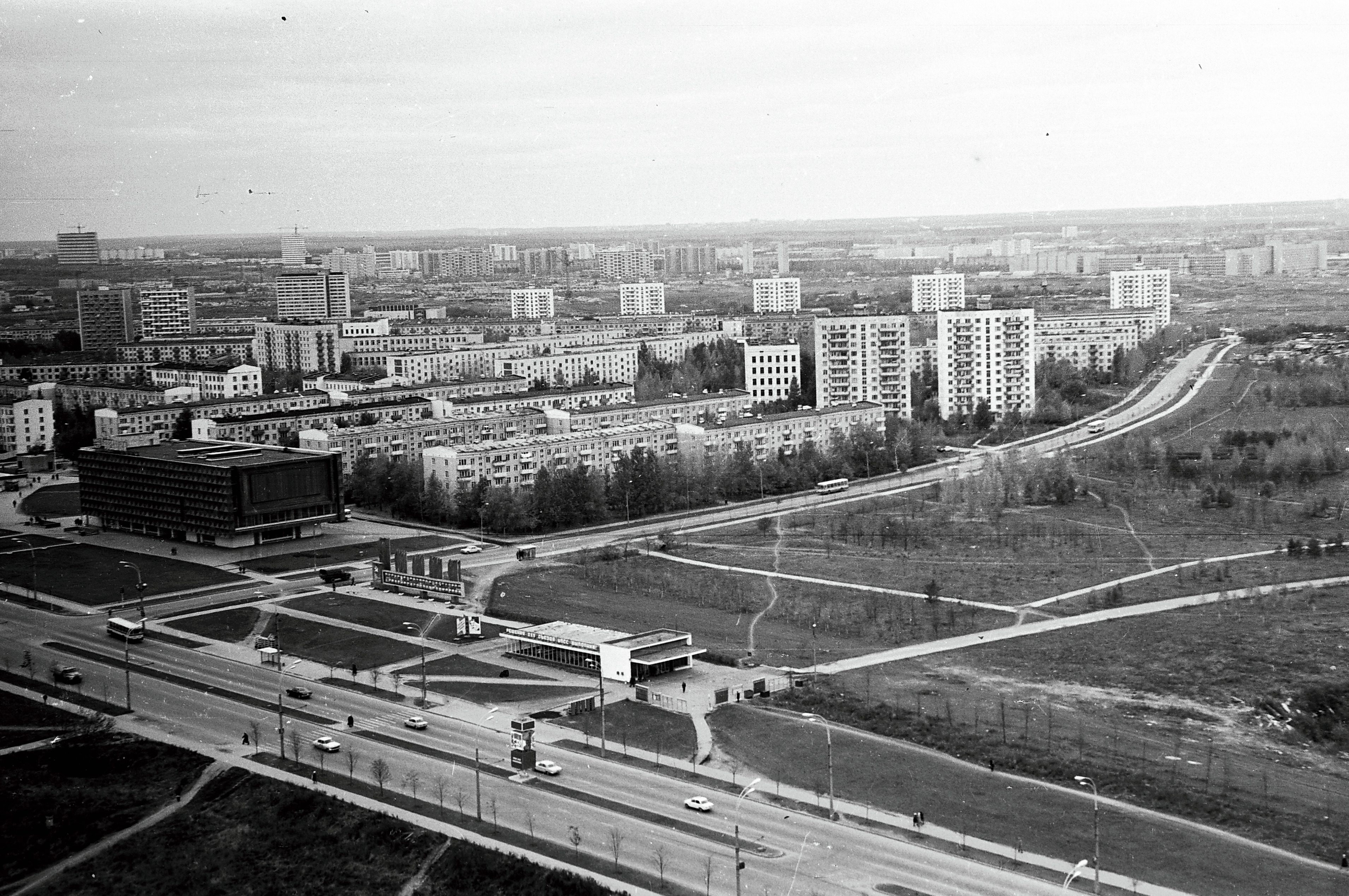
De bioscoop (het zwarte gebouw links) en het nog vrijstaande toegangsgebouw langs de Prospekt Vernadskogo in de herfst van 1977
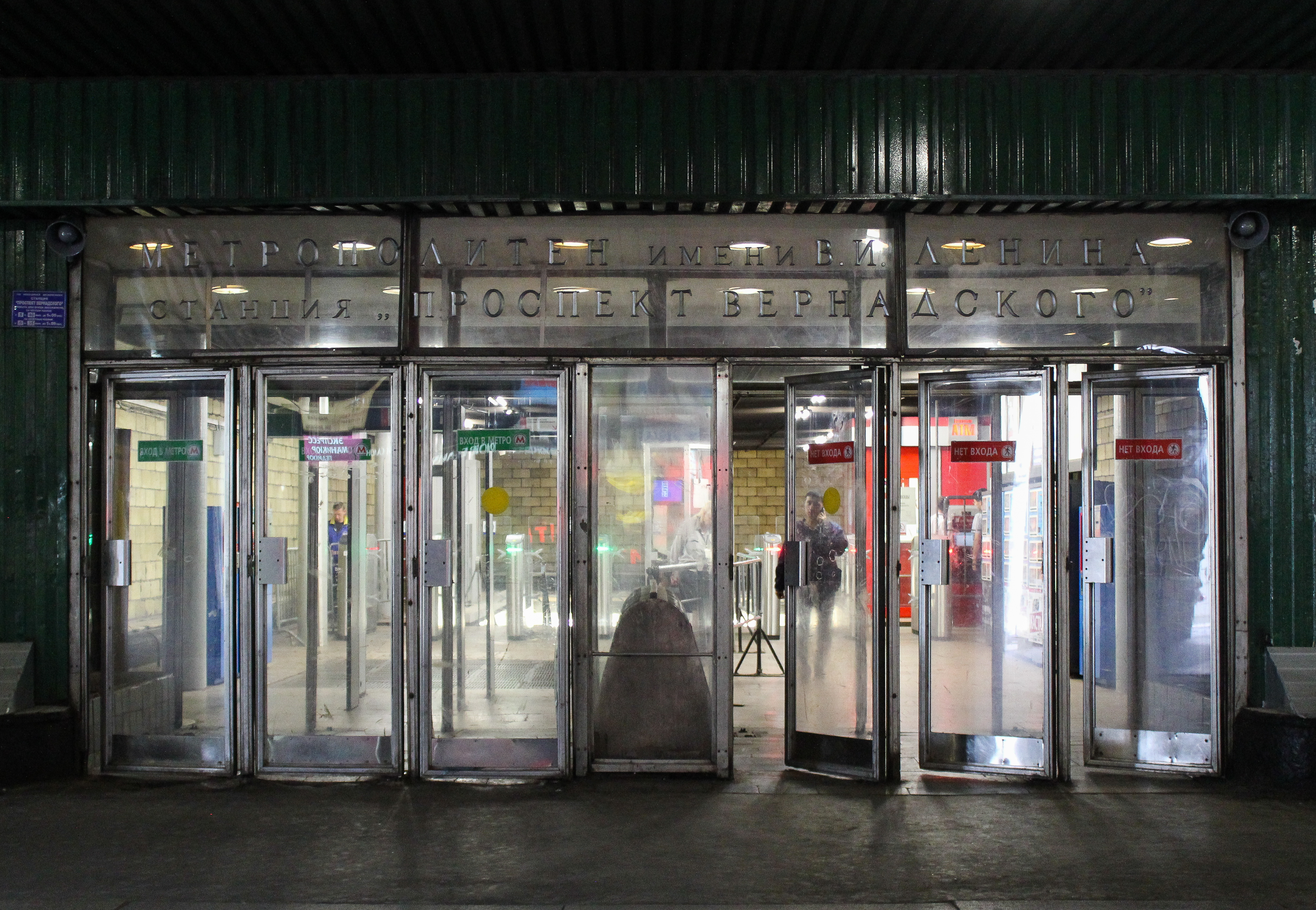
De toegang in het winkelcentrum
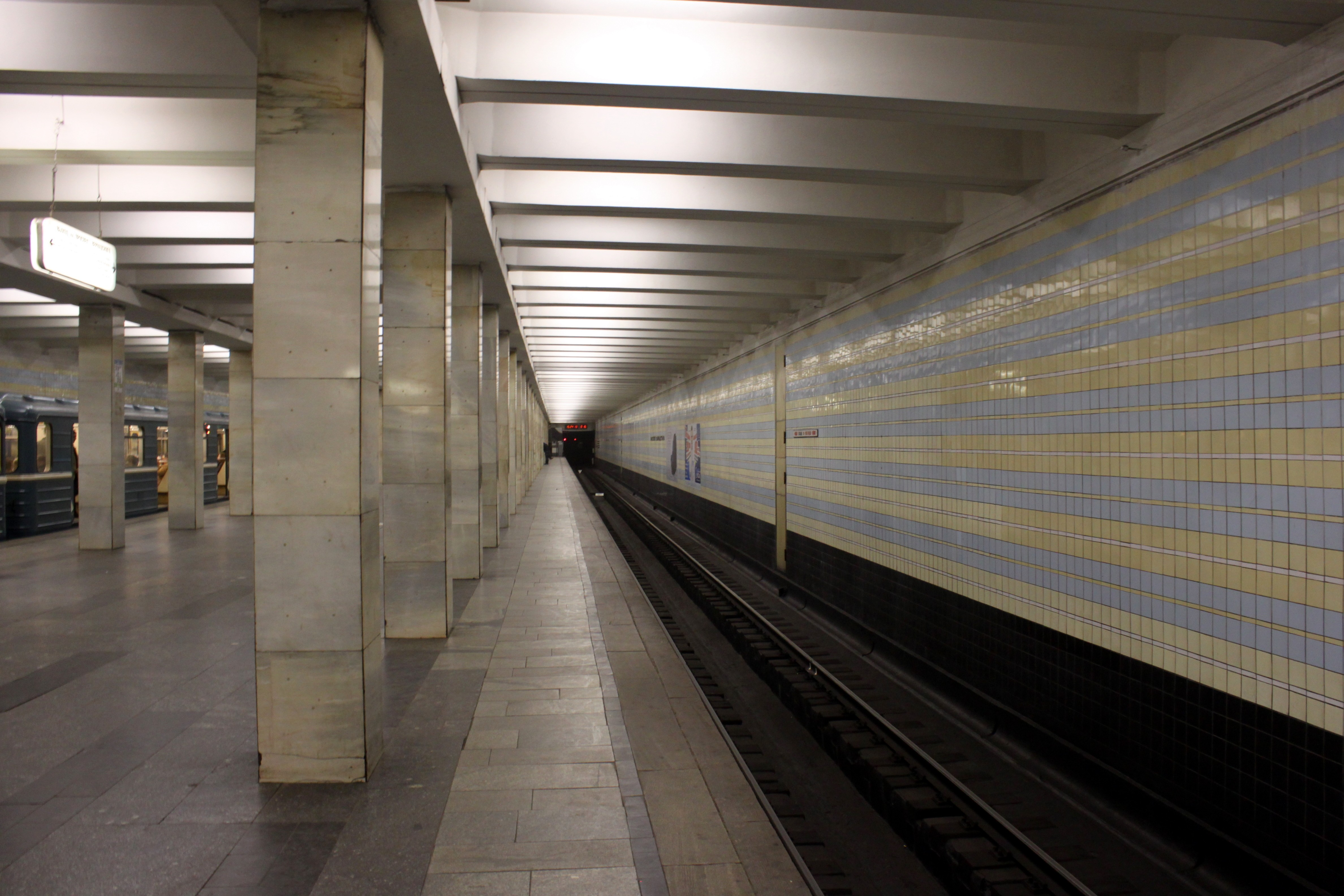
Het perron